# Championnat de France Nationale 2 de tennis de table 1980-1981
Navigation
Nationale 2 1979-1980 Nationale 2 1981-1982
Le Championnat de France Nationale 2 de tennis de table 1980-1981 est composé de deux poules.

## Championnat Masculin

### Poule A
1. SSSS Tours - 40 points
2. CAM Bordeaux - 39 points
3. L. Onnaing - 33 points
4. E. Alençon - 24 points
5. US Laval - 23 points
6. AS Parigny - 20 points
7. ASPC Rouen - 17 points

### Poule B
1. Trinité Sports - 41 points
2. ASPTT Lyon - 35 points
3. EM Vesoul - 35 points
4. Amiens SC  - 30 points
5. SO Charenton - 24 points
6. ASC Herserange - 23 points
7. US Saint-Egreve - 23 points
8. AS Meudon - 22 points
9. ASPTT Cannes Le Cannet - 17 points